# Gonodiscus
Gonodiscus is een geslacht van vlinders van de familie van de grasmotten (Crambidae), uit de onderfamilie van de Glaphyriinae. De wetenschappelijke naam en de beschrijving van dit geslacht werden voor het eerst in 1891 gepubliceerd door William Warren.
Dit geslacht is monotypisch, dat wil zeggen dat het maar één soort heeft namelijk Gonodiscus amplalis Warren, 1891, die ook de typesoort is.